# Cuaenlairat selvàtic
El cuaenlairat selvàtic (Cercotrichas leucosticta; syn. Tychaedon leucosticta) és una espècie d'ocell de la família dels muscicàpids (Muscicapidae). Es troba present de forma discontínua a tota la selva tropical africana.
Segons la classificació del Congrés Ornitològic Internacional (versió 11.2, juliol 2021) aquesta espècie pertany al gènere Cercotrichas. Tanmateix, per al Handook of the Birds of the World i la quarta versió de la BirdLife International Checklist of the birds of the world (desembre 2019), aquesta espècie estaria classificada dins del gènere Tychaedon.